# 樂禮街
樂禮街（英語：Rodney Street），是香港香港島中西區的一條行車道路，位於金鐘東部，南接金鐘道，北接夏慤道。樂禮街道上設有行人路和行人過馬路橫過線。

## 街道命名

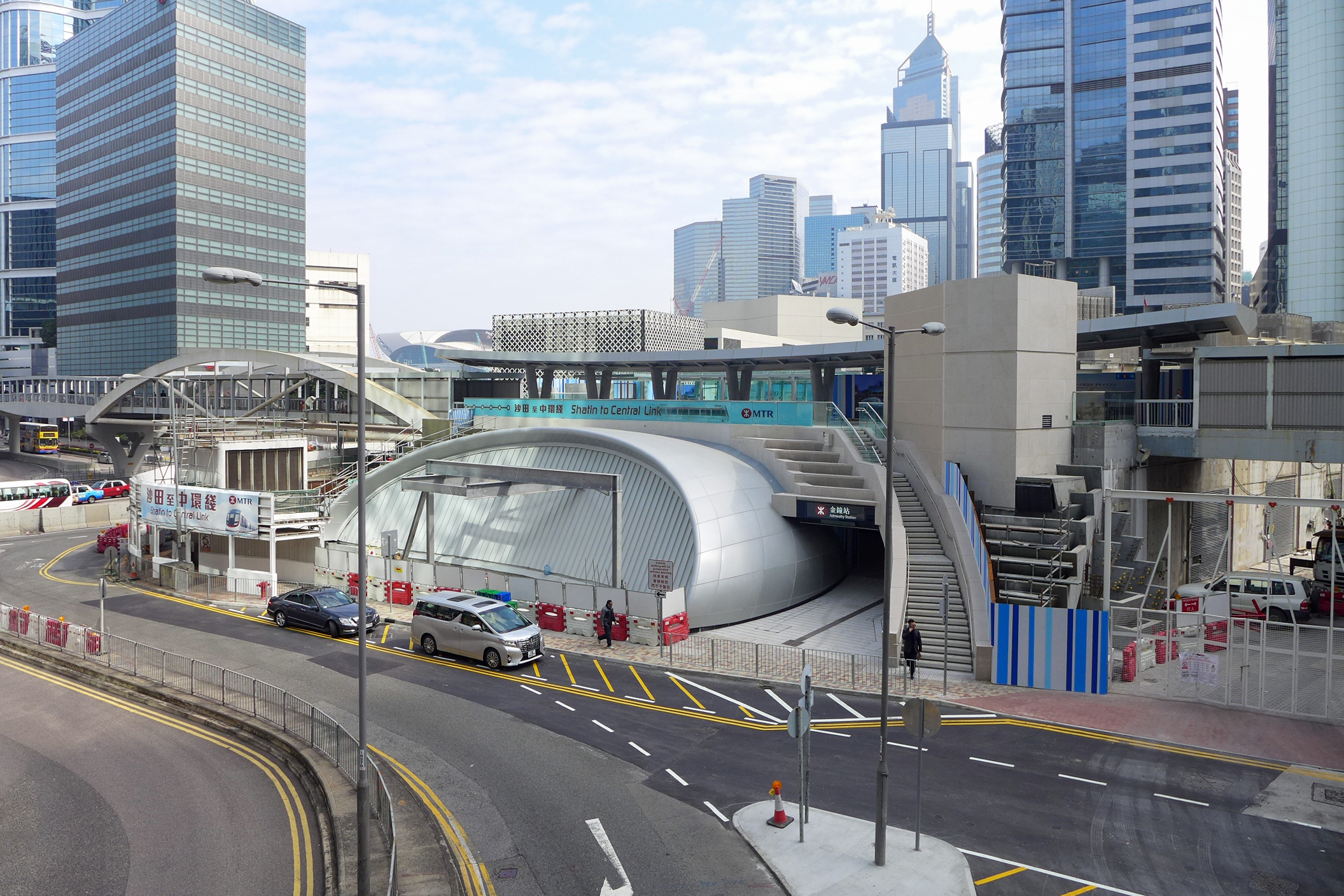
金鐘站新入口向樂禮街方向

樂禮街的英文名「Rodney Street」來自英軍船艦樂禮號，因金鐘原址為英國皇家海軍總部添馬艦。Rodney 是英國顯赫大家族的姓氏－羅德尼男爵，最著名的是18世紀英國皇家海軍軍官第一代羅德尼男爵。在英國利物浦也有一條名為樂禮街的街道，此英國著名的街道上有60多座英國二級登錄建築（Grade II listed buildings）。

## 使用狀況
此路線為一條南北行雙向道路，但北行方向在德立街路口被分隔，車輛並不能直通。德立街與金鐘道之間的南行路段只准專營巴士及獲准許的車輛使用，一般車輛須使用德立街。
各條停靠金鐘東或金鐘（樂禮街）的巴士路線均需經樂禮街離開。德立街設有一個的士站，因此亦有不少的士途經樂禮街前往。
在雨傘革命（2014年9月28日至12月11日）期間，樂禮街是金鐘佔領區的一部分，途經的巴士及其他車輛均需改道使用金鐘道。

## 鄰近
- 統一中心
- 海富中心
- 金鐘道
- 夏慤道
- 夏慤花園

## 外部連結
维基共享资源上的相關多媒體資源：樂禮街